# 杰尼亚季诺农村居民点
杰尼亚季诺农村居民点（俄语：Денятинское сельское поселение）是俄罗斯联邦弗拉基米尔州梅连基区所属的一个农村居民点。其下辖有21个居民点，行政中心为杰尼亚季诺。据2016年统计，该农村居民点的人口为2314人。